# Sherlock Holmes 2: Skyggespillet
 For alternative betydninger, se Sherlock Holmes (flertydig). (Se også artikler, som begynder med Sherlock Holmes)
Sherlock Holmes 2: Skyggespillet (originaltitel: Sherlock Holmes: A Game of Shadows) er en britisk-amerikansk film med premiere 16. december 2011. Filmen er instrueret af Guy Ritchie og er en efterfølger til filmen Sherlock Holmes fra 2009, baseret på Arthur Conan Doyles Sherlock Holmes. Robert Downey Jr. spiller igen titelrollen som detektiven Sherlock Holmes. Desuden medvirker Jude Law og Rachel McAdams.

## Medvirkende
- Robert Downey, Jr. som Sherlock Holmes[5]
- Jude Law som Dr. John Watson[5]
- Noomi Rapace som Madame Simza Heron[6]
- Jared Harris som Professor James Moriarty[7][8]
- Stephen Fry som Mycroft Holmes[7][9]
- Kelly Reilly som Mary Morstan-Watson[5]
- Rachel McAdams som Irene Adler[10]
- Eddie Marsan som Kommissær Lestrade[11]
- Geraldine James som Mrs. Hudson[7]
- Paul Anderson som Sebastian Moran[12]
- Fatima Adoum[13]
- Gilles Lellouche[14]
- Affif Ben Badra som Tamas